# Джабадари, Иван Спиридонович
Иван Спиридонович Джабадари (груз. ივანე სპირიდონის ჯაბადარი, 16 (28) декабря 1852, село Сагареджо Грузия — 8 мая (25 апреля) 1913, Тифлис) — русский революционер-народник грузинского происхождения.

## Биография
В 1872 г. поступил в Медико-хирургическую академию в Петербурге, но из-за участия в студенческих выступлениях был из неё исключен. Уехал в Цюрих, где познакомился с российскими революционерами-эмигрантами. Входил в группу народников-«кавказцев».
В 1874 г. вернулся в Россию и начал вести пропаганду среди московских рабочих. В 1875 году стал одним из организаторов «Всероссийской социально-революционной организации» и написал её устав. 4 апреля 1875 г. был арестован царской охранкой и по «Процессу пятидесяти» 14 марта 1877 г. приговорён к 5 годам каторги. 17 октября 1877 г. перемещен в Новобелгородский централ, а в октябре 1880 г. — на Кару.
В 1883 г. сослан на поселение в Забайкальскую область. Принимал участие в революционном движении 1905 г.

Впоследствии работал присяжным поверенным в Тифлисе.

## Жена
С 1883 года — Любатович, Ольга Спиридоновна